# Szakma Kiváló Tanulója Verseny
A Szakma Kiváló Tanulója Verseny (SZKTV) a Magyar Kereskedelmi és Iparkamarának gondozásra átadott szakképesítésekben a nappali tagozaton végzős tanulók számára megszervezett megmérettetés. A verseny célja a kiemelten gyakorlatigényes „fizikai” szakmák társadalmi presztízsének és vonzerejének növelése, a szakmunkás pályamodell bemutatása és népszerűsítése.
Ezt a versenyt először 2008*-ban rendezte meg a Szociális és Munkaügyi Minisztérium a Magyar Kereskedelmi és Iparkamarával. A jelentkezők szakmánkénti megoszlására folyamatosan jellemző, hogy vannak igen népszerű szakmák (fodrász, kozmetikus, cukrász, szakács, pincér, asztalos, villanyszerelő, festő-mázoló és tapétázó, eladó stb.).
A döntőbe való bejutáshoz szükséges egy írásbeli vizsga, melynek lebonyolítását minden évben a helyi kamarák vállalják. Az elődöntőn 60 százalék felett teljesített tanulók mentesülnek a szakmai záróvizsga írásbeli feladatának megírása alól. Annak a tanulónak, aki a döntőben teljesíti a szakmai vizsgakövetelményekben előírt gyakorlati és szóbeli vizsgarészek legalább 60 százalékát, ezen vizsgarészekből nem kell záróvizsgát tennie. Az a versenyző, aki minden feladatrészt 60 százalék felett teljesített, mentesül a teljes szakmai vizsga alól. A vizsga alóli, vizsgarészek alóli mentességégről és a versenyző által elért eredményről a Magyar Kereskedelmi és Iparkamara igazolás megküldésével értesíti az adott versenyző iskoláját. A szakképesítő bizonyítványt az igazolás alapján a tanuló iskolája mellett működő szakmai vizsgabizottság adja ki.
A budapesti döntőt a Hungexpo Budapesti Vásárközpontban szervezték meg eddig minden évben, ahol a szakmai megmérettetés mellett nagy fesztiválhangulatot próbálnak kialakítani a szervezők.

## A verseny fő célkitűzései
- A magyar szakképzés színvonalának emelése, a szakképzés eredményeinek bemutatása széles körben.
- A végzős tanulók, és az iskoláik szakmai megfeleltetése a gazdaság igényeinek és elvárásainak.
- A szakképzésben részt vevő tehetséges tanulók számára a jelenleginél szélesebb körben a megmérettetés és a kiemelkedő eredmények elérési lehetőségének biztosítása
- A gyakorlati szintvizsga szerepének erősítése, a döntőre továbbvitt pontszámokba a szintvizsgán elért pontszámok is beszámításra kerülnek.
- A fizikai szakmák társadalmi presztízsének és vonzerejének növelése a szakmunkás pályamodell bemutatása, népszerűsítése révén. Pályaválasztás és pályaorientáció elősegítése.
- Új, kötetlen formákkal a verseny fesztivál jellegének erősítése.
- Életszerű, gyakorlatorientált, kompetenciákat mérő feladatsorok bevezetése.

## Eddigi eredmények
- 2008-ban 15 szakmában 2006 fő
- 2009-ben 25 szakmában 2568 fő
- 2010-ben 23 szakmában 2665 fő
- 2011-ben 31 szakmában 3857 fő vett részt az írásbeli elődöntőjében.

## Segítő területi kamarák
- Bács-Kiskun Vármegyei Kereskedelmi és Iparkamara
- Békés megyei Kereskedelmi és Iparkamara
- Borsod-Abaúj-Zemplén Vármegyei Kereskedelmi és Iparkamara
- Budapesti Kereskedelmi és Iparkamara
- Csongrád-Csanádi Kereskedelmi és Iparkamara
- Dunaújvárosi Kereskedelmi és Iparkamara
- Fejér Vármegyei Kereskedelmi és Iparkamara
- Győr-Moson-Sopron Vármegyei Kereskedelmi és Iparkamara
- Hajdú-Bihar Vármegyei Kereskedelmi és Iparkamara
- Heves Vármegyei Kereskedelmi és Iparkamara
- Jász-Nagykun-Szolnok Vármegyei Kereskedelmi és Iparkamara
- Komárom-Esztergom Vármegyei Kereskedelmi és Iparkamara
- Nagykanizsai Kereskedelmi és Iparkamara
- Nógrád megyei Kereskedelmi és Iparkamara
- Pest Vármegyei és Érdi Kereskedelmi és Iparkamara
- Pécs-Baranyai Kereskedelmi és Iparkamara
- Somogyi Kereskedelmi és Iparkamara
- Soproni Kereskedelmi és Iparkamara
- Szabolcs-Szatmár-Bereg Vármegyei Kereskedelmi és Iparkamara
- Tolna Vármegyei Kereskedelmi és Iparkamara
- Vas Vármegyei Kereskedelmi és Iparkamara
- Veszprém Vármegyei Kereskedelmi és Iparkamara
- Zala Vármegyei Kereskedelmi és Iparkamara

## Külső hivatkozások
- http://www.szakmasztar.hu/
- http://www.mkik.hu/index.php?id=5266
- * 1979-ben már létezett.
- Az első "Szakma kiváló tanulója" országos versenyt 1960-ban (!) bonyolították le (1960.május 2-3-án Csepelen). Első napon gyakorlati, második napon írásbeli elméleti.